# Szpirídon Nikoláu Marinátosz
Szpirídon Marinátosz, teljes nevén Szpirídon Nikoláu Marinátosz (görög nyelven: Σπυρίδων Μαρινάτος; Lixouri, 1901. november 17. – Szantorini, 1974. október 1.) görög régész, aki a bronzkori minószi és mükénéi civilizációkra specializálódott. Legismertebb a Szantorinin található Akrotiri minószi lelőhely feltárása, amelyet 1967 és 1974 között végzett. Szpirídon Marinátosz Görögországban és külföldön is számos kitüntetésben részesült, korának egyik legjelentősebb görög régészének tartották.

## Életpályája
Szpirídon Marinátosz a görögországi Kefalonián született, tanulmányait az athéni egyetemen, a berlini Friedrich Wilhelm Egyetemen (ma Humboldt Egyetem) és a hallei egyetemen végezte. Korai tanárai között olyan neves régészek voltak, mint Panagiotis Kavvadias, Hrísztosz Cúndasz és Georg Karo. 1919-ben csatlakozott a Görög Régészeti Szolgálathoz, és pályafutása korai szakaszának nagy részét Kréta szigetén töltötte, ahol számos minószi lelőhelyet tárt fel, a heraklioni múzeum igazgatója volt, elmélete szerint a minószi társadalom összeomlása a Szantorini szigetén i. e. 1600 körül bekövetkezett vulkánkitörés miatt következett be.
Az 1940-es és 1950-es években Marinátosz széles körben végzett felméréseket és ásatásokat a délnyugat-görögországi Messenia régióban, együttműködve Carl Blegennel, aki egyidejűleg a pyloszi Nesztor-palota ásatásán dolgozott. Felfedezte és feltárta továbbá a Thermopülai csata (i. e. 480) helyét az attikai Marathón közelében lévő Tsepi és Vranas mükénéi temetőket.
Marinátosz háromszor volt a Görög Régészeti Szolgálat vezetője, először 1937 és 1939 között, másodszor 1955 és 1958 között, végül pedig a Görögországot 1967 és 1974 között irányító katonai junta idején. Az 1930-as évek végén közel állt Ioannis Metaxas kvázi-fasiszta diktatúrájához, akinek idején törvényt kezdeményezett a nők görög régészetben betöltött szerepének korlátozására, és később a junta lelkes támogatója volt. A Régészeti Szolgálat vezetését kritizálták a klientelizmusa miatt, és amiatt, hogy a jó tudományos munka rovására a nagy felfedezésekre való törekvést támogatta. Marinátosz 1974-ben Az Akrotirinél végzett ásatások közben halt meg, és a helyszínen van eltemetve.

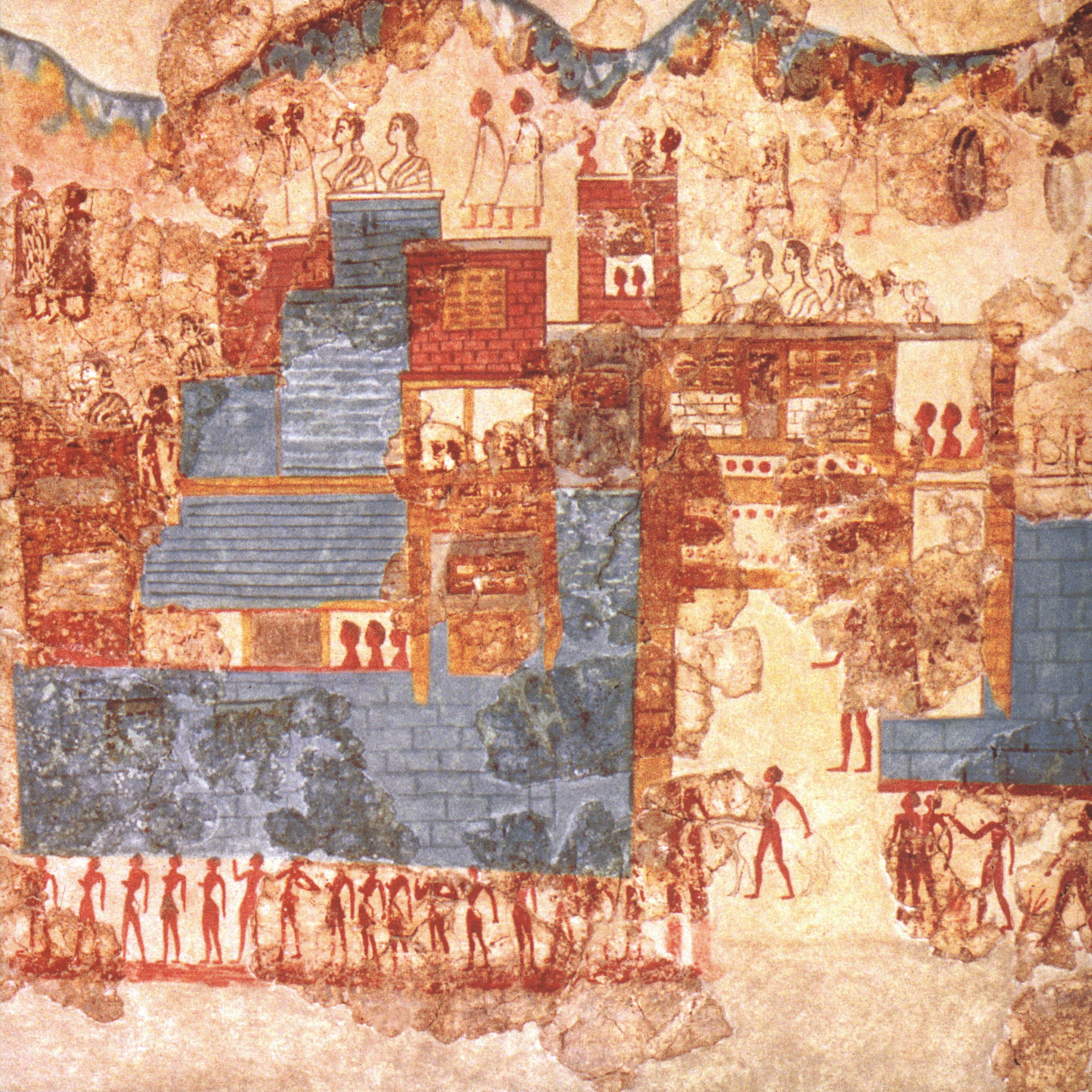
Egy minószi város ábrázolása egy hajófreskón az Akrotiri régészeti lelőhelyen, Szantorinin, Kükládok, Görögország

## Publikációi
- Kreta und das mykenische Hellas. Hirmer, München 1959 (2. Aufl. 1973).
- Some words about the legend of Atlantis. 2. Aufl. Papachysanthou, Athens 1972.
- Excavations at Thera. First Preliminary Report (1967 Season), Vivliothēke tēs en Athēnais Archaiologikēs Hetaireias (Βιβλιοθήκη της εν Αθήναις Αρχαιολογικής Εταιρείας), Athen 1968.
- Anaskaphai Messēnias 1952 - 1966. Hē en Athēnais Archaiologikē Hetaireia, Athēnai 2014, ISBN 978-618-5047-12-2